# 植物固醇
植物固醇亦称植物甾醇，是存在于高等植物中的固醇，属于植物类固醇的一种（两者区别有如类固醇和固醇，在于3号位是否是羟基）。在临床试验中，植物固醇显示出可以阻断人体肠道中的胆固醇吸收位点，因此可以帮助减少人体中的胆固醇水平。他们也被美国食品药品监督管理局所认可，可以被作为食品添加剂使用；然而，也有人担心他们可能不仅仅阻断胆固醇的吸收，同时也可能会阻断其他重要营养物质的吸收。目前，美国心脏协会已建议只有被确诊胆固醇升高时才应该补充植物固醇，尤其不建议孕妇或乳母食用植物固醇。